# Estación de Lekunbiz-Zamudio
Lekunbiz o Lekunbiz-Zamudio es una estación de ferrocarril en superficie perteneciente a la línea 3 de Euskotren Trena (línea del Txorierri). Se ubica en el barrio homónimo del municipio vizcaíno de Zamudio. Su tarifa corresponde a la zona 2 del Consorcio de Transportes de Bizkaia.
La estación cuenta con un único acceso, por medio de rampas, un andén y una única vía.
La puesta en marcha de la línea 3 del metro de Bilbao ha supuesto la integración de la línea del Txorierri en la red de metro y la mejora de las frecuencias de paso. A finales de 2016 se adjudicaron los trabajos de renovación para adecuar la estación a las nuevas unidades y a las personas de movilidad reducida.

## Accesos
- Barrio Lekunbiz, 7